# Dammgut Ritterhude

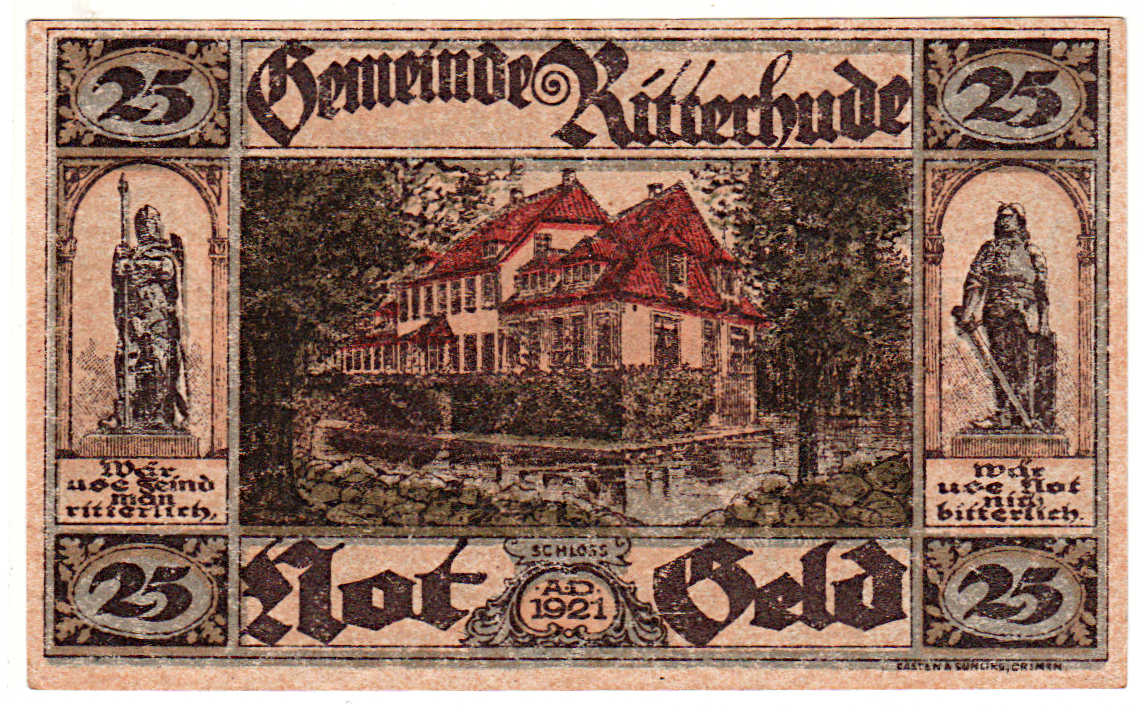
Das Dammgut auf einem Notgeldscheinen aus Ritterhude von 1921.

Das Dammgut Ritterhude war ursprünglich eine Wasserburg der Ritter von Hude in Ritterhude im niedersächsischen Landkreis Osterholz.
Das Gut ist heute eine Hofanlage (Riesstraße 61) mit Graft und Park und steht seit 1985 unter Denkmalschutz (siehe auch Liste der Baudenkmale in Osterholz-Scharmbeck).
´

## Geschichte
Die Burg an der Stelle des späteren Dammguts wurde von den Rittern von Hude im Jahr 1305 als Ersatz für ihren im Krieg zerstörten und durch Überschwemmungen gefährdeten Stammsitz Burg Hude errichtet. Sie lag an strategisch bedeutsamer Stelle an der Furt über die Hamme, dem einzigen Heerweg von Hamburg nach Bremen. Die Burg war offenbar stark befestigt, denn 1309 musste eine Koalition von Grafen und Ministerialen mit der Stadt Bremen zu ihrer Belagerung sogar eine Gegenburg errichten. 1349/50 diente sie Graf Moritz von Oldenburg als Stützpunkt zur Erringung des Amtes des Erzbischofs von Bremen. 1358 nutzte sie der Bremer Bürger und Seeräuber Johann Hollemann als Lager für seine den Hamburgern geraubte Beute. 1380 räumten die Ritter von Hude der Stadt Bremen das Öffnungsrecht an der Burg ein, womit sie die Schleifung der Burg abwendeten. 1757 wurde die Burg im Siebenjährigen Krieg zerstört. Anschließend wurde die Wasserburg als Rittergut wiederaufgebaut. 1775 starben die Hude aus. Das Gut wurde dann durch den später geadelten Bremer Bürgermeister Georg Gröning angekauft, dessen Familie sie heute noch gehört. Um 1800 wurde der Herrensitz zu einer Dreiflügelanlage erweitert.
Die ehemalige Wasserburg lag auf einem rechteckigen Areal von ca. 45 × 75 m. Von ihrer Bebauung lässt sich nur aus einer Urkunde von 1555 entnehmen, dass sie einen Bergfried besaß.

## Hofanlage

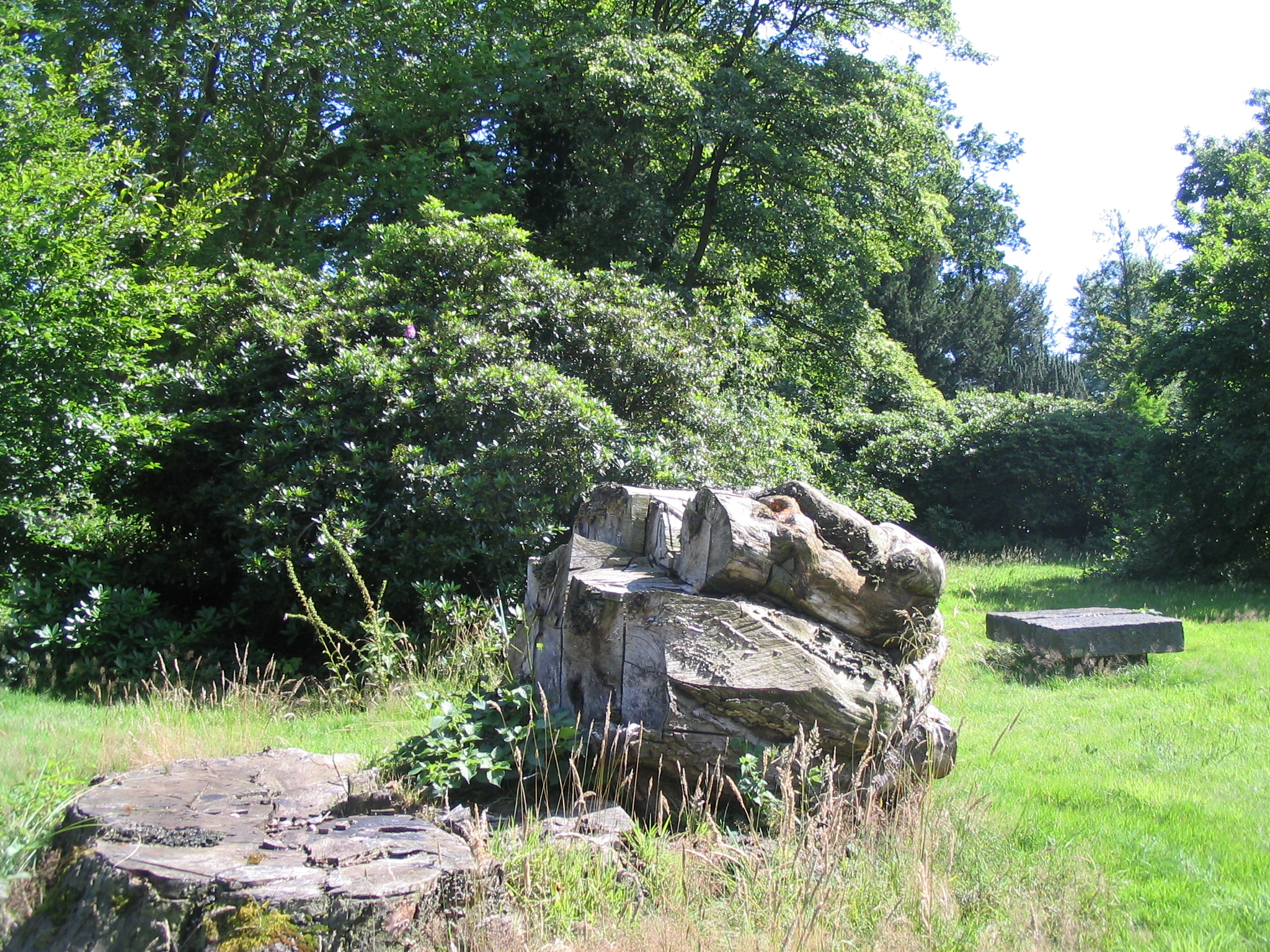
Park

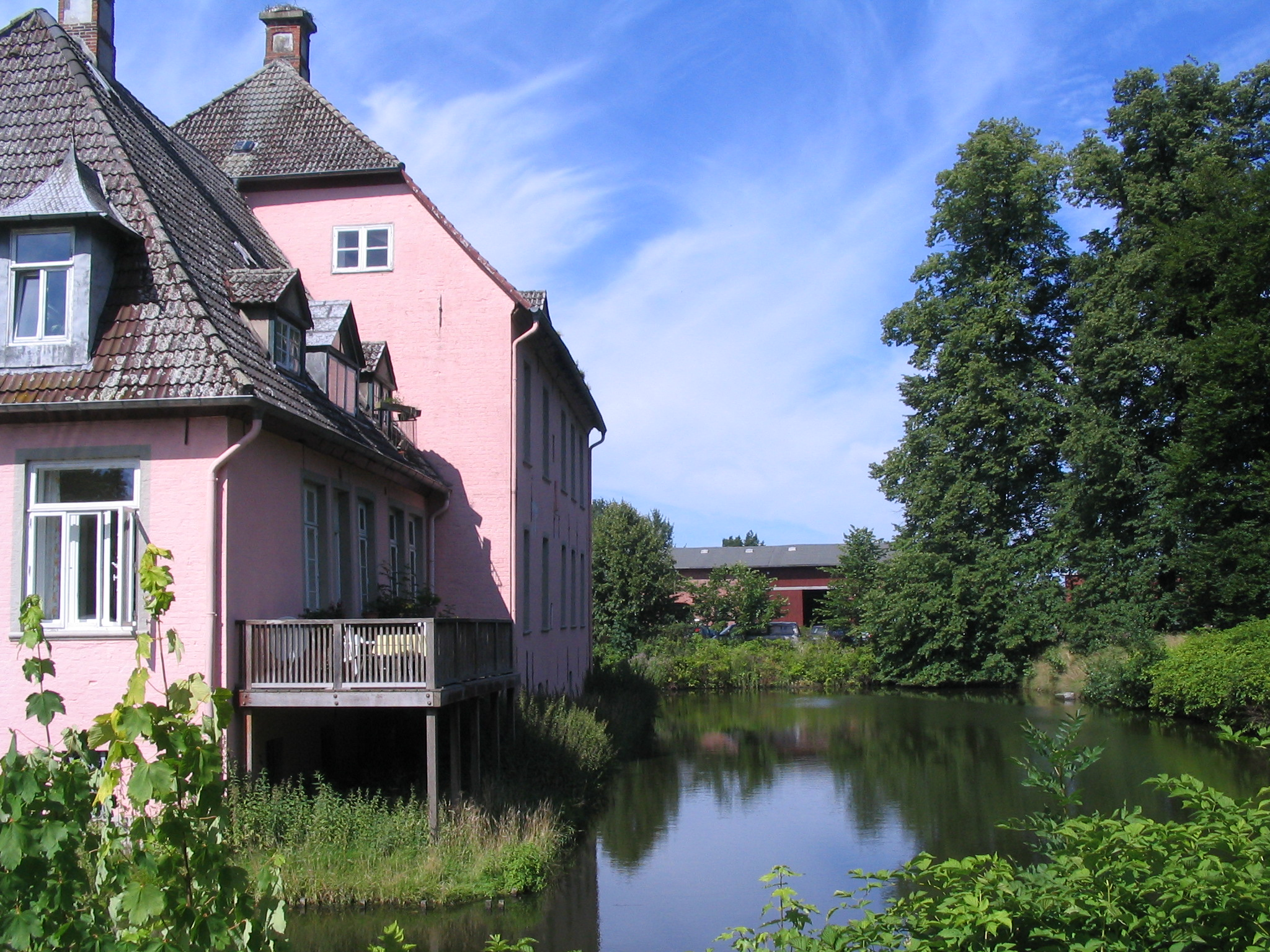
Graft

Das heutige Herrenhaus ist von einem Wassergraben und im Osten und Süden von einer wallartigen Anschüttung umgeben. Das Gut bildet eine Gruppe baulicher Anlagen bestehend aus
- dem Herrenhaus als zweigeschossiges siebenachsiges verputztes Gebäude von um 1580 und von um 1757 als Mittelbau auf Kellersockel mit ziegelgedeckten Krüppelwalmdach mit kleinen Gauben und mittigem Eingang sowie mit zwei eingeschossigen Anbauten an den Schmalseiten aus dem 18. Jahrhundert mit Walmdächern; innen sind erhalten das Treppenhaus, ein Kamin und mehrere Kachelöfen des 18. Jahrhunderts,[3]
- dem südöstlichen Gutspark bis zur Hamme, der nach 1800 im landschaftlichen Stil vom Landschaftsarchitekten Isaak Altmann unter Einbeziehung vorhandener Elemente (Alleen, Obstbaumgarten) umgestaltet wurde[4] und
- die Gräfte, ursprünglich durch den mittlerweile verschlickten Dammgraben mit der Hamme verbunden, als  vollständig erhaltener Wassergraben um das Herrenhaus.[5]

Der Denkmalschutz ergibt sich gemäß Landesdenkmalamt „… als beispielhaftes Zeugnis für den Bautyp ‚Gutshof‘ …“ aus der geschichtlichen und städtebaulichen Bedeutung für die Orts-, Bau und Kunstgeschichte sowie wegen des prägenden Einflusses auf das Ortsbild von Ritterhude.